# Hevesy (Mondkrater)
Hevesy ist ein Einschlagkrater auf der Mondrückseite. Er liegt zwischen den Kratern Haskin im Westen und Plaskett im Osten. Im Nordosten liegt der große Krater Rozhdestvenskiy.
Der Krater wurde am 22. Januar 2009 von der IAU nach dem ungarischen Chemiker und Nobelpreisträger George de Hevesy benannt. 